# Oskopne

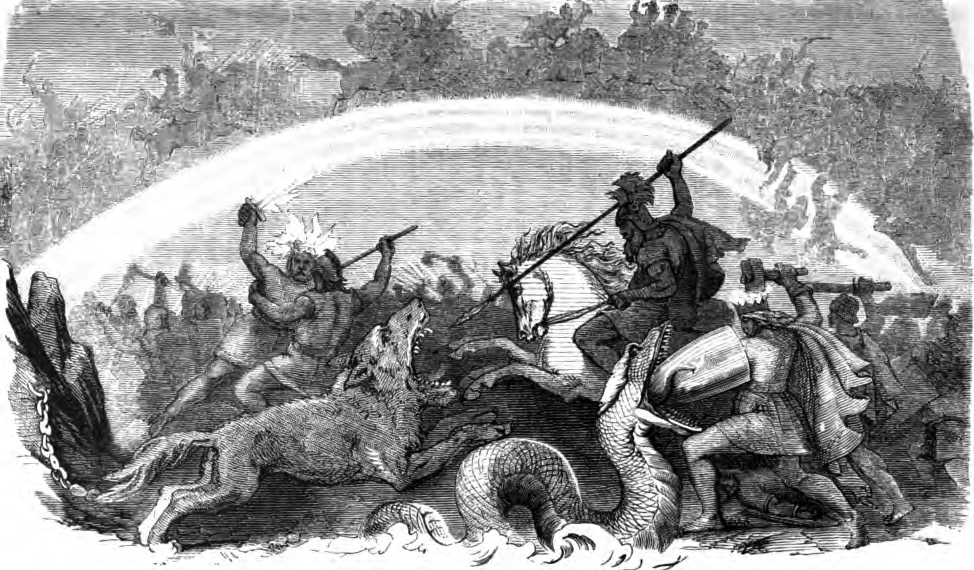
Förintelseslaget vid Vigrid. Tor och Oden möter i förgrunden Midgårdsormen och Fenrisulven. I bakgrunden syns Bifrost. (Friedrich Wilhelm Heine, 1882.)

Oskopne (norröna: Óskópnir) är den ö där den sista striden mellan Asgårds gudar och Utgårds kaosmakter kommer att utkämpas vid Ragnarök. Namnet på själva slagfältet uppges i Vafþrúðnismál vara Vigrid (Vígríðr).
Oskopne omtalas i Fáfnismál 14–15. Den döende Fafne får av sin dråpare Sigurd frågan vad den ö heter där ragnarökslaget ska stå. Fafne svarar:
| Óskópnir hann heitir en þar ǫll skulu geirum leika goð; Bilrǫst brotnar, er þeir á brú fara, ok svima í móðu marir. | Dén heter Oskopne: där skola alla gudar gripa till spjuten; Bilrost rasar då de rida på bron och hästarna simma i selet. | Oskopner heter den. Alla gudar spränger där fram med spjut. Bifrost brister när bort de rider och springarna simmar i strömmen. |  |

Tydligen uppfattas ragnarökstriden som en gigantisk holmgång mellan gudar och jättar, varför Sigurd ser det som naturligt att redan i sin fråga förlägga slagplatsen till en ö (holmr). Ordet óskópnir betyder "den oskapade" eller "den (ännu) icke skapade". Man har kanske tänkt sig att ön "likt den nya jorden stiger oskärad och ren ur vågen för detta enda ändamål".